# Бройлес, Уильям (младший)
Уильям Додсон «Билл» Бройлз-мл. (англ. William Dodson "Bill" Broyles Jr.; 8 октября 1944) — американский журналист, писатель и сценарист, известный благодаря работе над телесериалом «Чайна-Бич», а также над фильмами «Аполлон-13», «Изгой», «Западня», «Планета обезьян», «Неверная», «Полярный экспресс», «Морпехи» и «Спасти рядового Райана».

## Ранняя жизнь
Уильям Бройлз-младший родился в Хьюстоне, Техасе, в семье Элизабет Биллз и Уильяма Додсона Бройлза. Бройлз провел детство в Бэйтауне, Техасе, и поступил в университет Райса, где в 1966 году получил степень бакалавра по истории. Пока Бройлз учился в университете, он был пишущим редактором студенческой газеты The Rice Thresher. Бройлз занимал пост председателя студенческого объединения в Райсе с 1965 по 1966 год и был награждён премией Хью Скотта Кэмерона за выдающуюся общественную деятельность. В 1966 году он начал писать статьи в газете Houston Post. Уильям Бройлз-младший поддерживал университет Райса на протяжении всей своей карьеры, в 1983 году он выступил там со своей вступительной речью, а спустя десять лет получил премию как выдающийся выпускник университета.
После окончания университета Райса Бройлз стал стипендиатом Маршалла в Оксфордском университете, где получил степень магистра в области политики, философии и экономики в 1968 году. Во время обучения в Оксфордском университете Бройлз проявил интерес к журналистике и государственному управлению. Он писал материалы для политической колонки в журнале Оксфордского университета и для лондонского журнала The Economist. Бройлз также освещал новости Англии для информационной службы США. Позже он некоторое время работал на корпорацию Leo Kramer в Вашингтоне, в консалтинговой фирме, специализирующейся на области гуманитарных наук, в качестве консультанта по кадрам и программам обучения VISTA.

## Служба в армии
В 1968 году Бройлз поступил на службу в Военно-морскую академию США. К 1971 году он уже получил звание лейтенанта и начал служить во Вьетнаме, сначала в качестве командира пехотного взвода, а затем в качестве адъютанта помощника командира 1-й дивизии морской пехоты США. Имея высшее образование и опыт работы, помимо службы, он начал заниматься и социальными вопросами, уделяя особое внимание проблемам беженцев в провинции Куангнам. За особые заслуги на службе Бройлз получил Бронзовую звезду и вьетнамский крест храбрости.
Служба Бройлза во Вьетнаме вдохновила его на два высоко оцененных критиками проекта. В 1984 году он был одним из первых ветеранов, которые вернулись во Вьетнам снова. Бройлз написал книгу "Братья по оружию: путешествие от войны к миру", в которой рассказывает о своем визите во Вьетнам и о последствиях войны, которые отразились на нем, его товарищах и стране, за которую он сражался в бою. В 1988 году Бройлз вновь обратился к своим воспоминаниям во Вьетнаме, когда стал соавтором телевизионного сериала «Чайна-Бич», еженедельной драмы для ABC о врачах и медсестрах, дислоцированных на американской военной базе в Дананге. Бройлз также написал связанную с его службой во Вьетнаме статью «Почему люди любят войну», она была опубликована в журнале Esquire.

## Журналист
Вернувшись из Вьетнама в 1971 году, Бройлз начал свою профессиональную карьеру. Он преподавал философию и политологию в Военно-Морской академии США в Аннаполисе, а затем вернулся в Техас в качестве главного сотрудника по связям с общественностью Хьюстонского независимого школьного округа. После недолгого пребывания на государственной службе в Хьюстоне Бройлзу была предоставлена возможность заняться другим своим главным увлечением - журналистикой. В 1972 году он стал редактором журнала Texas Monthly.
Задача Бройлза и издателя Texas Monthly Майкла Р. Леви заключалась в том, чтобы создать журнал на национальном уровне. Уже через год издание получило национальную журнальную премию за выдающиеся достижения и звание "писательского журнала", предлагающего статьи интеллектуального и развлекательного характера о жизни в Техасе. Статьи затрагивали темы политики, культуры, искусства, спорта, экологии, социальных проблем и развлечений. Журнал с региональной направленностью и национальной аудиторией продолжает существовать и сегодня и служит отличным примером качественной журналистики.
В 1980 году Бройлз и его деловые партнёры, включая Майкла Леви, купили журнал New West у Руперта Мердока. Бройлз был главным редактором журнала с 1980 по 1982 год, за это время он модернизировал его и изменил название на California. К 1982 году впечатляющий послужной список Бройлза в мире журнальных издательств привлек внимание Кэтрин Грэм, которая наняла его в качестве редактора журнала Newsweek. Он занимал эту должность с 1982 по 1984 год.

## Сценарист
В 1988 году отправной точкой в карьере Уильяма Бройлза-мл. стал телевизионный сериал «Чайна-Бич». Бройлз был не только создателем сериала по совместительству с Джоном Сакретом Янгом, но и являлся его сценаристом, продюсером и творческим консультантом. В 1991 году, получив премию «Золотой глобус», «Чайна-Бич» ушёл с телеэкранов, но Бройлз преуспел в своем втором телевизионном проекте «Под прикрытием», сериале о политическом шпионаже. Сюжет основан на приключениях секретных агентов – замужней пары, Дилана и Кейт Дель'Амико. Сериал выпускался совсем недолго, и вскоре Бройлз занялся адаптированием книги Найджела Гамильтона«Безрассудная молодость» под одноимённый телесериал, который вышел в 1993 году с Патриком Демпси в роли будущего президента США.
В 1993 году Бройлз переключил своё внимание с телевизионных проектов на написание сценариев к полнометражным фильмам. Вместе с бывшим писателем «Texas Monthly» Элом Райнертом он написал сценарий к фильму «Аполлон-13». Данная картина создана по книге «Потерянная луна», написанной в соавторстве с астронавтом Джимом Ловеллом и Джеффри Клугером, и снята режиссёром Роном Ховардом. Фильм был положительно встречен критиками и имел хорошие кассовые сборы, а Бройлз-мл. и Райнерт были номинированы на премию «Оскар» за лучший адаптированный сценарий.
После выхода «Аполлона-13» Бройлз начал работать над  авторским сценарием фильма «Изгой» (2000) об инспекторе службы доставки логистической авиакомпании FedEx (Federal Express), который оказался на необитаемом острове. Режиссёром фильма стал Роберт Земекис, продюсером —Том Хэнкс, он же и исполнил в нём главную роль Чака Ноланда. «Аполлон-13» и «Изгой» обеспечили Бройлзу лидирующее место среди главных сценаристов Голливуда. Бройлз работал и над другими фильмами, такими как «Западня» (1999), «Планета обезьян» (2001), «Неверная» (2002), «Полярный экспресс» (2004), «Морпехи» (2005),«Флаги наших отцов» (2006). В настоящее время Бройлз продолжает заниматься написанием сценариев, и уже начал работу над художественным фильмом «Потерянные тени».

## Личная жизнь
В 1973 году Уильям Бройлз-младший женился на Сибил Ньюман, она была арт-директором журнала Texas Monthly. В 1988 году Уильям Бройлз-младший женился на актрисе Линде Перл. В браке пара состояла до 1992 года, после чего он женился на Андрее Берндт, у них родились две дочери.
В настоящее время он живёт и работает в штате Нью-Мексико.